# Anopheles kalawara
Anopheles kalawara är en tvåvingeart som beskrevs av Stoker och Waktoedi 1949. Anopheles kalawara ingår i släktet Anopheles och familjen stickmyggor. Inga underarter finns listade i Catalogue of Life.